# Petroleumgangsters
Petroleumgangsters is een stripverhaal en in de reeks Buck Danny. Het verhaal werd in 1953 gepubliceerd. Dit is het derde verhaal in een drieluik en was een vervolg op de smokkelaars van de Rode Zee en de woestijnrovers.  

## Het verhaal
Buck Danny, Tumbler en Sonny Tuckson zijn in het stadje Bereida verzeild geraakt. Ze willen terugkeren naar de Verenigde Staten, maar dat is niet zo eenvoudig, daar ze destijds het land illegaal verlaten hebben. Majoor Pemberton van de woestijnpolitie vreest dat Bronstein zich nog op hen zal willen wreken en maant hen aan voorzichtig te zijn. Het drietal heeft het kantoor nog maar net verlaten als ze al onder vuur genomen worden. Ze werden gered dankzij de oplettendheid van Tumbler. Ze besluiten onderdak te vragen bij sjeik Sjeir-El-Maadhi, wiens dochter Myriam ze eerder gered hadden. Nadat Sonny de aandacht van Myriam getrokken heeft komen ze op het paleis. Myriam zegt dat er nog een oud vliegtuigdepot is uit de Tweede Wereldoorlog waar ze enkele vliegtuigen kunnen oplappen. Feral, een raadgever van de sjeik behoort tot het kamp Bronstein en saboteert het vliegtuig van Buck, dat vlak na opstijgen een noodlanding moet maken. Bronstein bombardeert de stad, maar zijn vliegtuig wordt dan zelf geraakt waardoor hij de dood vindt. Buck keert terug met een lading dynamiet die hij op de vuurzee gooit. Door de luchtdruk dooft het vuur en redt hij de rest van de stad. Hun avontuur in het Midden-Oosten is hiermee ten einde. 